# Maucomble
Maucomble est une commune française située dans le département de la Seine-Maritime, en région Normandie.

## Géographie

### Communes limitrophes
|             | Bully     | Esclavelles |
| Saint-Saëns | Maucomble |             |
|             |           | Bosc-Mesnil |

### Hydrographie
La commune est située dans le bassin Seine-Normandie. Elle n'est drainée par aucun cours d'eau,.

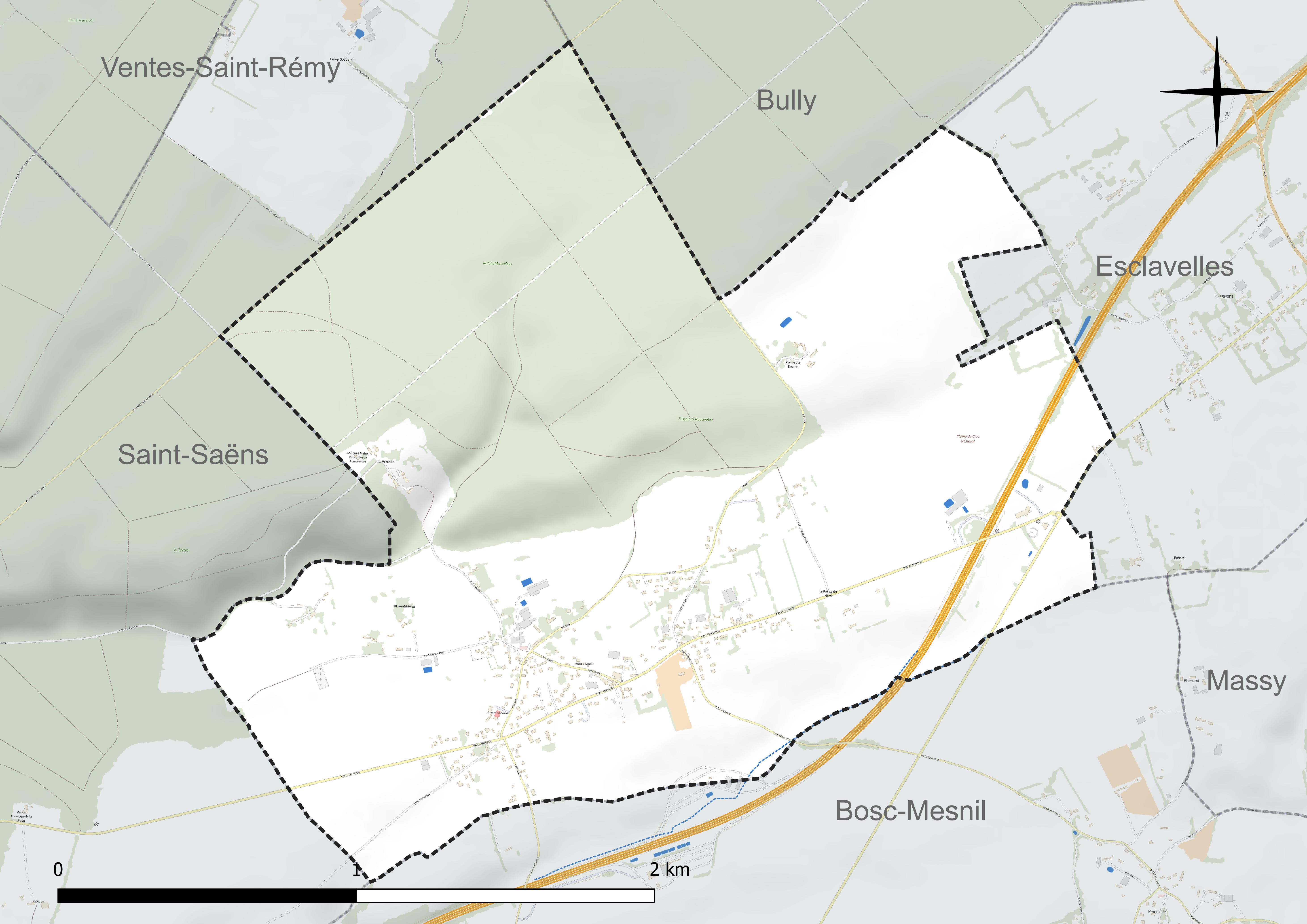
Réseau hydrographique de Maucomble.

### Climat
Pour des articles plus généraux, voir Climat de la Normandie et Climat de la Seine-Maritime.
En 2010, le climat de la commune est de type climat océanique altéré, selon une étude du CNRS s'appuyant sur une série de données couvrant la période 1971-2000. En 2020, Météo-France publie une typologie des climats de la France métropolitaine dans laquelle la commune est exposée à un climat océanique et est dans la région climatique Côtes de la Manche orientale, caractérisée par un faible ensoleillement (1 550 h/an) ; forte humidité de l’air (plus de 20 h/jour avec humidité relative > 80 % en hiver), vents forts fréquents. Parallèlement le GIEC normand, un groupe régional d’experts sur le climat, différencie quant à lui, dans une étude de 2020, trois grands types de climats pour la région Normandie, nuancés à une échelle plus fine par les facteurs géographiques locaux. La commune est, selon ce zonage, exposée à un « climat contrasté des collines », correspondant au Pays de Bray, bien arrosé et frais.
Pour la période 1971-2000, la température annuelle moyenne est de 9,9 °C, avec une amplitude thermique annuelle de 14 °C. Le cumul annuel moyen de précipitations est de 946 mm, avec 14,1 jours de précipitations en janvier et 8,9 jours en juillet. Pour la période 1991-2020, la température moyenne annuelle observée sur la station météorologique la plus proche, située sur la commune de Bouelles à 12 km à vol d'oiseau, est de 10,7 °C et le cumul annuel moyen de précipitations est de 838,4 mm,. Pour l'avenir, les paramètres climatiques de la commune estimés pour 2050 selon différents scénarios d’émission de gaz à effet de serre sont consultables sur un site dédié publié par Météo-France en novembre 2022.

## Urbanisme

### Typologie
Au 1er janvier 2024, Maucomble est catégorisée commune rurale à habitat dispersé, selon la nouvelle grille communale de densité à sept niveaux définie par l'Insee en 2022.
Elle est située hors unité urbaine. Par ailleurs la commune fait partie de l'aire d'attraction de Rouen, dont elle est une commune de la couronne,. Cette aire, qui regroupe 317 communes, est catégorisée dans les aires de 200 000 à moins de 700 000 habitants,.

### Occupation des sols
L'occupation des sols de la commune, telle qu'elle ressort de la base de données européenne d’occupation biophysique des sols Corine Land Cover (CLC), est marquée par l'importance des territoires agricoles (57,6 % en 2018), une proportion identique à celle de 1990 (57,6 %). La répartition détaillée en 2018 est la suivante : 
terres arables (39,2 %), forêts (27,2 %), prairies (18,4 %), milieux à végétation arbustive et/ou herbacée (8,7 %), zones urbanisées (6,6 %). L'évolution de l’occupation des sols de la commune et de ses infrastructures peut être observée sur les différentes représentations cartographiques du territoire : la carte de Cassini (XVIIIe siècle), la carte d'état-major (1820-1866) et les cartes ou photos aériennes de l'IGN pour la période actuelle (1950 à aujourd'hui).

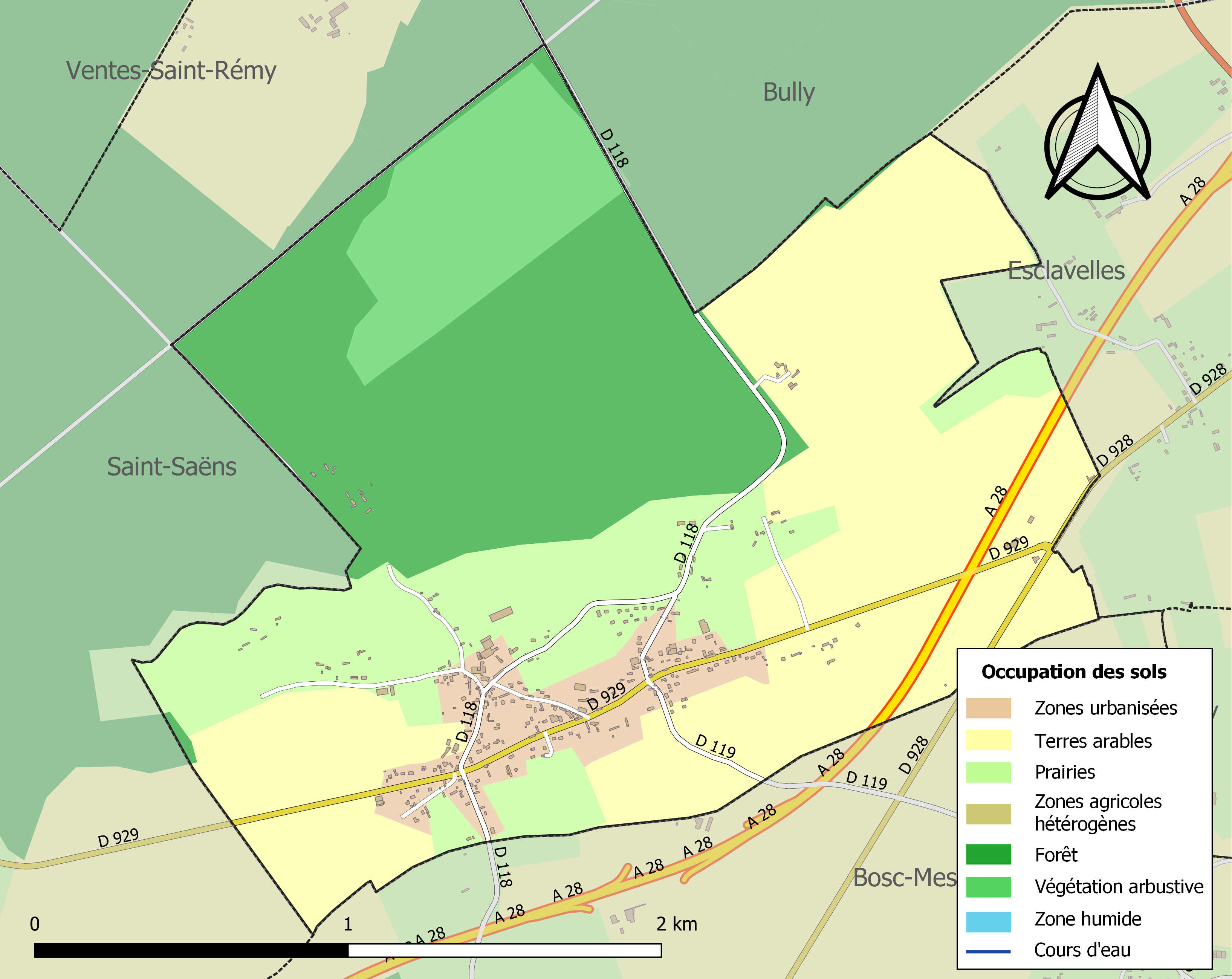
Carte des infrastructures et de l'occupation des sols de la commune en 2018 (CLC).

## Toponymie
Le nom de la localité est attesté sous les formes Malcobla, de Malo Copula, Maucumble au XIIe siècle.
L'étymologie du toponyme est obscure car les formes anciennes ne permettent pas de trancher entre « mauvais comble » ou « mauvais couple ».

## Histoire
Le 10 juin 1826, la foudre tombe sur l'église.

## Politique et administration
| Période                                  | Période                    | Identité                | Étiquette    | Qualité                                                                                         |
| ---------------------------------------- | -------------------------- | ----------------------- | ------------ | ----------------------------------------------------------------------------------------------- |
| Les données manquantes sont à compléter. |                            |                         |              |                                                                                                 |
|                                          |                            | Pierre Alexis Corneille | Bonapartiste | Professeur agrégé d'histoire, inspecteur d'académie Député de la Seine-Inférieure (1852 → 1868) |
| 1926                                     |                            | J. Maruitte             |              |                                                                                                 |
| avant 1995                               | ?                          | Pierre Bachelot         |              |                                                                                                 |
| Les données manquantes sont à compléter. |                            |                         |              |                                                                                                 |
| mars 2001                                | mars 2008                  | Guy Maruitte            |              |                                                                                                 |
| mars 2008                                | En cours (au 18 juin 2020) | Léon Bachelot           |              | Réélu pour le mandat 2020-2026                                                                  |

## Démographie
L'évolution du nombre d'habitants est connue à travers les recensements de la population effectués dans la commune depuis 1793. Pour les communes de moins de 10 000 habitants, une enquête de recensement portant sur toute la population est réalisée tous les cinq ans, les populations de référence des années intermédiaires étant quant à elles estimées par interpolation ou extrapolation. Pour la commune, le premier recensement exhaustif entrant dans le cadre du nouveau dispositif a été réalisé en 2006.

En 2022, la commune comptait 389 habitants, en évolution de −5,35 % par rapport à 2016 (Seine-Maritime : +0,35 %, France hors Mayotte : +2,11 %).
| 1793 | 1800 | 1806 | 1821 | 1831 | 1836 | 1841 | 1846 | 1851 |
| ---- | ---- | ---- | ---- | ---- | ---- | ---- | ---- | ---- |
| 554  | 511  | 583  | 507  | 528  | 507  | 508  | 504  | 488  |

| 1856 | 1861 | 1866 | 1872 | 1876 | 1881 | 1886 | 1891 | 1896 |
| ---- | ---- | ---- | ---- | ---- | ---- | ---- | ---- | ---- |
| 440  | 436  | 400  | 390  | 382  | 359  | 349  | 330  | 322  |

| 1901 | 1906 | 1911 | 1921 | 1926 | 1931 | 1936 | 1946 | 1954 |
| ---- | ---- | ---- | ---- | ---- | ---- | ---- | ---- | ---- |
| 327  | 303  | 283  | 237  | 265  | 252  | 243  | 313  | 301  |

| 1962 | 1968 | 1975 | 1982 | 1990 | 1999 | 2006 | 2011 | 2016 |
| ---- | ---- | ---- | ---- | ---- | ---- | ---- | ---- | ---- |
| 305  | 303  | 315  | 278  | 318  | 321  | 325  | 370  | 411  |

| 2021 | 2022 | - | - | - | - | - | - | - |
| ---- | ---- | - | - | - | - | - | - | - |
| 398  | 389  | - | - | - | - | - | - | - |

## Culture locale et patrimoine

### Lieux et monuments
- Église Saint-Ouen
- Le Puits Merveilleux, cavité souterraine d'origine anthropique, objet de promenade pour les visiteurs et d'exploration pour les spéléologues[22].

### Personnalités liées à la commune
- Antoine de Pardieu, chevalier, seigneur du Til et autres lieux, épouse Guillemette du Croc en 1505 et lui apporte les terres de Maucomble ; de cette branche descendent les seigneurs de la lignée de Pardieu[réf. nécessaire] d'Avremesnil[réf. nécessaire].
- Rémy Taillefesse
- Pierre Rémy Corneille
- Michel Verstraete (1918-1968), Compagnon de la Libération né à Maucomble.

### Patrimoine naturel
Site classé
- Le buis du cimetière de Maucomble  Site classé (1942)[23]. Unique en France par sa taille (33 mètres de haut, 7 mètres de circonférence), cet arbre de la famille des buxacées se trouve à l'entrée du village[24].